# Биљешево
Биљешево је насељено мјесто у општини Какањ, Федерација Босне и Херцеговине, БиХ.

## Историја
Материјално свједочанство које недвосмислено показује да је подручје Биљешева било насељено и у римско доба је Валериусова стела пронађена у селу, а која се сада налази у Музеју Града Зеница. О насељености села Биљешево у средњевјековном периоду упућују остаци некрополе са стећцима. У насељу се налази Црква св. Јована Крститеља која припада Српској православној цркви. Црква је заједно са археолошким локалитетом Главица, два стећка, гробљем и зградом српске основне школе проглашена за национални споменик Босне и Херцеговине. Изградња школе је изведена у складу са аустроугарским прописима из 1879. године, којима је предвиђена могућност постојања приватних и конфесионалних основних школа, поред државних школа. Црква и парохијски дом су запаљени 1992. године, а гробље оскрнављено. Реконструкција цркве извршена је 2003. године.

## Становништво
| Националност       | 1991. | 1981. | 1971. | 1961. |
| Срби               | 235   | 245   | 296   |       |
| Муслимани          | 1     | 1     |       |       |
| Хрвати             | 1     | 1     |       |       |
| Црногорци          |       | 5     | 4     |       |
| Југословени        |       | 1     |       |       |
| остали и непознато | 2     |       | 1     |       |
| Укупно             | 239   | 253   | 301   | '     |

| Демографија | Демографија | Демографија |
| Година      | Становника  | Становника  |
| ----------- | ----------- | ----------- |
| 1961.       | 276         |             |
| 1971.       | 301         |             |
| 1981.       | 253         |             |
| 1991.       | 239         |             |
| 2013.       | 132         |             |